# Свечин, Александр Фёдорович
Александр Фёдорович Свечин (1871—1907) — государственный деятель, нижегородский вице-губернатор, надворный советник.

## Биография
Окончил Александровский лицей.
С 1893 г. — сверштатный чиновник в отделении государственной экономии по законодательной части Государственной канцелярии.
С 1897 г.- земский начальник 4-го участка Ефремовского уезда. Гласный Ефремовского уездного земского собрания.
С 1903 г. — Ефремовский уездный предводитель дворянства, председатель Ефремовского уездного съезда, председатель Ефремовского уездного комитета попечительства о народной трезвости, председатель Ефремовского уездного по воинской повинности присутствия, Ефремовской дворянской опеки, Ефремовского училищного совета, Ефремовского уездного попечительства детских приютов.
С 5 января 1906 г. — нижегородский вице-губернатор.
С 1 июля 1906 г. — и.д. томского вице-губернатора.
С 14 февраля 1907 г. — и.д. олонецкого вице-губернатора.

## Награды
- орден Святой Анны 2-й степени (1901)
- орден Святой Анны 3-й степени (1903)

## Семья
Жена — дочь генерал-лейтенанта Лидия Николаевна Литвинова. Дети Федор (1899-до революции от туберкулеза), Лидия (1897—1984)вышла замуж за князя Константина Голицына - поручика Голицына из известной песни. Имела дочь Елену (1916-1991) и сына Александра (1923-1994), которому после расстрела Голицына в Киеве, как украинского националиста, дала свою девическую фамилию Свечина. Елена работала главбухом в Главмосстроя, а Александр художником-оформителем. Лидия Александровна после расстрела мужа вышла замуж за шашиста Глебова, потом развелась с ним. А ее мать Лидия Николаевна была замужем за НЭПМАНОМ Евгением Упрямовым и работала учителем французского.